# Kineski ručni top
Kineski ručni top (kin. 火铳), rano je vatreno oružje razvijeno u Kini za vrijeme vladavine dinastije Song sredinom 13. stoljeća, a korišteno u Kini do 17. stoljeća. Značajno veći top s ustima u obliku zdjele smatra se podvrstom ili derivatom ručnog topa.

## Povijest

### Evolucija: dinastije Song i Yuan
Kineski ručni topovi razvili su se iz ranijih vatrenih koplja, zamijenivši papirnatu ili bambusovu cijev pričvršćenu na štap željeznom cijevi. Unaprijeđena vatrena koplja s početka 13. stoljeća ispaljivala su male projektile kao i plamen, ali njihov domet nije bio veći od 10 stopa, što ih je u biti činilo oružjem za blisku borbu. Dva važna tehnološka poboljšanja razvila su ručni top iz vatrenog koplja: jači barut (razvijen za eksplozivne bombe u Kini prije 1221.) i projektil koji potpuno zatvara cijev tako da se iza njega mogu nakupljati zapaljivi plinovi. Postoje pisani dokazi da je vojska dinastije Song koristila prave ručne topove protiv Mongola još 1259. godine. Najstariji sačuvani primjerak, takozvani top Xanadu, potječe iz 1298. godine i prilično je malen: 35 cm dugačak i oko 6 kg težak, no moguće je da su neki primjerci bez datuma čak i stariji (brončani top Xixia, ručni top Heilongjiang). Tijekom dinastije Yuan (1277. – 1358.) korišteni su i ručni topovi i teži topovi s ustima u obliku zdjele.

### Masovna proizvodnja: Dinastija Ming
U predgovoru kineskog vojnog udžbenika iz 14. stoljeća pod nazivom Priručnik vatrenog zmaja stoji da je nacrte i planove za top dao osnivaču dinastije Ming oko 1350. godine nepoznati mudrac, koji ih je primio na dar od bogova. Uz pomoć novog oružja, dinastija Ming protjerala je mongolsku dinastiju Yuan 1368. i vladala Kinom do 1644. Dapače, iako su topovi korišteni za vrijeme dinastije Yuan, čija se vojska, u skladu s mongolskom vojnom tradicijom, uglavnom oslanjala na konjicu, masovna proizvodnja i uporaba započela je tek za vrijeme dinastije Ming. Tako je prvi car Hung-wu (vladao 1368. – 1398.) u glavnom gradu uspostavio državni arsenal koji je svake godine proizveo 1000 brončanih ručnih topova i 1000 topova velikog kalibra (top s ustima u obliku zdjele), a do 1380. čak 10 % pješaštva (oko 100 000 vojnika) bili su naoružani ručnim topovima. Do 1466. godine broj pješaštva naoružanog vatrenim oružjem popeo se na 30 %, postotak koji nije dosegnut u Europi sve do sredine 16. stoljeća.

### Uvođenje arkebuze
Kineska vojska je prvi put usvojila arkebuze fitiljače (ptičje puške) oko 1548., tijekom bitaka s japanskim piratima, dok je masovna proizvodnja započela 1558.: 10.000 arkebuza naručeno je te godine za državni arsenal.

## Značajke
Svi sačuvani kineski ručni topovi proizvedeni između 1332. i 1444. imali su kratke cijevi, uglavnom u rasponu od 35 – 45 cm, kalibra 15 – 25 mm, s duljinom cijevi od 10 – 25 kalibara. Zbog svoje kratke cijevi imali su mali domet i slabu točnost.
Tako je do kasnog 14. stoljeća vojska dinastije Ming već imala vrlo brojno, ali vrlo lagano vatreno oružje kratkog dometa s malom vatrenom moći. Ručni topovi bili su naširoko korišteni, ali nije razvijen nikakav oblik tabana, tako da arkebuze i muškete nisu razvijene u Kini. U ovoj fazi razvoja, kinesko vatreno oružje će ostati 150 godina, sve do prvog kontakta s Europljanima u prvoj četvrtini 16. stoljeća.
Izvor iz 15. stoljeća opisuje vrlo sporu brzinu paljbe ručnih topova, dopuštajući neprijateljskoj konjici, pa čak i pješaštvu, da ih pregazi prije nego što se mogu ponovno napuniti. Topnici su stoga bili raspoređeni u grupe od po pet: jedan ili dvojica za paljbu, a ostali za punjenje oružja. Drveni topovi za ispaljivanje strijela, doneseni iz Vijetnama 1410., smatrani su superiornijima od kineskog oružja, kao i europski topovi kada su predstavljeni u 16. stoljeću. Zapravo, europski topovi zamijenili su izvorne kineske topove iznenađujuće brzo, jer je proizvodnja takozvanih franačkih topova (kineski: 紅夷炮/紅衣炮) započela već 1529.

## U borbi
Iako je vatreno oružje u Kini uvedeno u 13. stoljeću, barem stotinu godina prije Europe, ono nije dovelo do vojne revolucije (tzv. revolucije baruta) poput one koja se dogodila u Europi tijekom renesanse. Vatreno oružje potječe iz Kine, no oko 1400. godine vojna tehnologija počinje stagnirati, što je posljedica niskog društvenog statusa vojnika i dugog razdoblja mira za vrijeme dinastije Ming (1358. – 1644.). U Kini je vatreno oružje ostalo samo još jedno projektilno oružje, a muškete i opsadni topovi nikada se nisu razvili, već su ih donijeli Portugalci i Japanci u 16. stoljeću. Slavni general dinastije Ming Qi Jiguang u svom popularnom vojnom priručniku Jixiao Xinshu preporučio je već 1584. da strijelci služe uz strijelce, mačevalce i kopljanike u istoj jedinici. Vod od 12 vojnika (tzv. formacija mandarinske patke) sastojao se od strijelca (zapovjednika voda), dva mačevaoca (sa štitovima), šest kopljanika (od kojih su dvojica bila naoružana bambusovim mladicama umjesto običnim kopljima), jednog nosača i samo dva topnika.